# Лаїса Сицилійська
Лаїса Сицилійська (*Λαΐς, V ст. до н. е.) — давньогрецька гетера . Часто поєднують з Лаїс Коринфською.

## Життєпис
Народилася у місті Гиккара на Сицилії. Ймовірно, її матір'ю була Тісандра або Дамасандра. Була рабинею, привезеною в Афіни ще дитиною у віці 7 років, за деякими відомостями, під час Сицилійського походу близько 415 року до н. е. Відомий художник Апеллес викупив її, і згодом, красуня позувала йому, коли він зображував на картинах Афродіту. На знак подяки за любов, художник відпустив Лаїсу на свободу. За деякими відомостями деякий час перебувала у Коринфі.
Відома численними любовними пригодами. Відомий красномовець Демосфен просив гетеру про прихильність, самовпевнено вважаючи, що вона не відмовить йому як улюбленцю афінян. Але Лаїса сказала, що проведе з ним ніч за 10 тисяч драхм, а, якщо таких грошей у нього немає, то нехай афіняни зберуть йому таку суму. Лаїса якось посперечалася, що спокусить філософа Ксенократа, відомого аскетичним способом життя, але, той, зібравши всю свою волю, не піддався пестощів красуні. Тоді Лаїса, виправдовуючи свою поразку, вимовила: «Я хотіла пробудити пристрасть у людині, а не в статуї».
Зрештою гетера пристрасно закохалася за якимось Гіппостратом або Гіпполохом і пішла за коханим в Фессалію, але, фессалійський жінки через заздрощі до її красі вбили Лаїсу. Поховано на березі річкий Пеней.